# Paul Will (SS-Mitglied)
Paul Will (* 16. August 1888 in Neuhaus an der Pegnitz; † 20. September 1968 in Nürnberg) war ein deutscher SS-Brigadeführer und Generalmajor der Polizei.

## Leben und Wirken
Will legte 1908 in Nürnberg das Abitur ab. Als Zweijährig-Freiwilliger trat er danach in das  Königlich Bayerische 14. Infanterie-Regiment „Hartmann“ ein. Er nahm mit verschiedenen bayerischen Infanterieregimentern durchgehend am Ersten Weltkrieg teil, zuletzt als Kompanie- und Bataillonsführer. Sein höchster Dienstgrad war Hauptmann.
Im August 1920 wechselte er von der Armee in den bayerischen Polizeidienst, wo er in Nürnberg-Fürth auch als Hundertschaftsführer und Abschnittsführer tätig war. Zu Beginn der Zeit des Nationalsozialismus leitete er ab Anfang Februar 1933 für einige Monate die Schutzpolizei in Zweibrücken und wurde nach deren Auflösung noch im gleichen Jahr als Leiter einer Lehrabteilung zur Gendarmerie- und Polizeischule Fürstenfeldbruck versetzt. Von Anfang April 1935 bis Anfang Mai 1938 war er Kommandeur der Schutzpolizei Nürnberg-Fürth und anschließend definitiv Inspekteur der Ordnungspolizei (IdO) Bayern-Nord im Wehrkreis XIII. Im Zuge des Einmarsches deutscher Truppen in das Sudetenland war er nach dem Münchener Abkommen zudem ab Anfang Oktober 1938 für zehn Tage Befehlshaber der Ordnungspolizei im Abschnitt II „Südwestböhmen“. Im März 1943 wurde Will auf Veranlassung des Höheren SS- und Polizeiführers Main Benno Martin von seinem Posten als IdO entbunden und Anfang Oktober 1943 in den Ruhestand versetzt. Will, der seit Anfang Mai 1937 der NSDAP angehörte (Mitgliedsnummer 5.629.837), wurde im April 1939 Mitglied der Schutzstaffel (SS-Nr. 323.870) und erreichte in dieser NS-Organisation Anfang Dezember 1942 den Rang eines Brigadeführers. Im April 1943 wurde er zum Generalmajor der Polizei befördert.
Danach war er Pensionär. Ab dem Ende des Zweiten Weltkrieges kam er im April 1945 in amerikanische Internierung, aus der er im April 1947 entlassen wurde.